# Jane Sunderland
Jane Sunderland (Lancaster, 1952. szeptember 9. –) brit nyelvész és drámaíró. Kutatása a nyelv és a nemek, az identitás és a nyelvtanulás, valamint a kritikus diskurzus elemzésére összpontosít.

## Karrier
1988 és 1991 között oktatója volt a Lancasteri Egyetem Angol Nyelvoktatási Intézetének. 
2000 és 2012 között az alkalmazott nyelvészet PhD-tanulmányainak igazgatója volt a Lancasteri Egyetemen.
Jelenleg (2020) tiszteletbeli oktató a Lancasteri Egyetem Nyelvtudományi és Angol Tanszékén.
2006. november 27-én Sunderland egyik kutatását közölte The Guardian. A kutatás azt vizsgálta, hogy a nők vagy a férfiak beszélnek-e többet. A kutatás megállapította, hogy nincs lényeges különbség a két nem által egy nap alatt használt szavak száma között. Az elemzés megkérdőjelezte Louann Brizendine The Female Brain című könyvét. 
2006 és 2008 között az International Gender and Language Association (IGALA) elnöke volt.

## Díjak
2007-ben Sunderland elnyerte a National Teaching Fellow díjat a doktori (PhD) szakdolgozatok és tanfolyamok kidolgozásának és vezetésének kezdeményezéséért az alkalmazott nyelvészeti programokban.

## Közlemények
A Sunderland számos nagyobb folyóiratban publikált, mint például a Visual Communication, a Language and Literature, a Journal of Pragmatics, a Gender and Education, az ELT Journal, a System, a Language Teaching Research, a Discourse and Society, a Language Teaching, a Language and Education, a Linguistics and Education, valamint a Gender and Language. 

## Bibliográfia

### Könyvek
- Sunderland, J. (2004). Gender discourses. Basingstoke: Palgrave Macmillan. doi:
- Sunderland, J. (2006). Gender and language: an advanced resource book. London: Routledge.
- Sunderland, J. (2010). Language, gender and children's fiction. London: Continuum.

### Cikkek
- Sunderland, J. (1991). The decline of man. Journal of Pragmatics 16, 505–522.
- Sunderland, J. (1992). Gender in the EFL classroom. ELT Journal 46(1), 81–91.
- Sunderland, J. (1998). Girls being quiet: A problem for foreign language classrooms? Language Teaching Research 2(1), 48–62.
- Sunderland, J. (2000). Baby entertainer, bumbling assistant and line manager: discourses of fatherhood in parentcraft texts. Discourse and Society 11(2),  249–274.
- Sunderland, J. (2000). New understandings of gender and language classroom research: texts, teacher talk and student talk. Language Teaching Research 4(2), 149–173.
- Sunderland, J. (2000). State of the art review article: Gender, language and language education. Language Teaching 33(4), 203–223.
- Sunderland, J., & Mcglashan, M. (2012). The linguistic, visual and multimodal representation of two-Mum and two-Dad families in children's picturebooks. Language and Literature, 21(2), 189–210.
- Sunderland, J. (2012). “Brown Sugar”: the textual construction of femininity in two “tiny texts”. Gender and Language, 6(1), 105–129.
- Sunderland, J., & Mcglashan, M. (2013). Looking at picturebook covers multimodally: the case of two-mum and two-dad picturebooks. Visual Communication, 12(4), 473–496. doi:

## Művek
- The Lament of Dorothy Wordsworth (2017) [9]

## Fordítás
- Ez a szócikk részben vagy egészben  a   Jane Sunderland című angol Wikipédia-szócikk ezen változatának fordításán alapul.  Az eredeti cikk szerkesztőit annak laptörténete sorolja fel. Ez a jelzés csupán a megfogalmazás eredetét és a szerzői jogokat jelzi, nem szolgál a cikkben szereplő információk forrásmegjelöléseként.